# Paul Rebhun
Paul Rehbun (Waidhofen an der Ybbs, c. 1505-Oelsnitz o Voigtsberg, 1546) fue un poeta dramático y predicador alemán.

## Biografía
Estudió en Wittemberg, siendo compañero de habitación de Martín Lutero; después recorrió varios lugares de Turingia y Sajonia, donde ejerció la enseñanza y la predicación.
Escribió, entre otras obras, dos dramas llamados Susanna (estrenado en 1535, impreso en 1536) y Las bodas de Caná (1538), ambos editados en Stuttgart en 1859. El primero, en cinco actos y coros es notable por la versificación. Rebhun construyó los troqueos y yambos según la factura latina.